# Ikenami Shōtarō

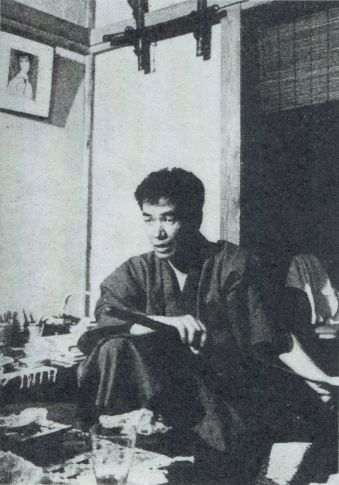
Ikenami Shōtarō

Ikenami Shōtarō  (japanisch 池波 正太郎; geboren 25. Januar 1923 in Tokio; gestorben 3. Mai 1990 ebenda) war ein japanischer Schriftsteller, Schauspielautor, Filmkritiker und Feinschmecker. 

## Leben und Wirken
Ikenami Shōtarō arbeitete nach dem Abschluss an der Nishimachi-Grundschule bei einem Börsenmakler. Nach dem Zweiten Weltkrieg arbeitete er in der Stadtverwaltung von Tokio, während er für das „Shinkokugeki“ (新国劇), also für das „Neue Nationaltheater“, Stücke schrieb wie „Dongyū“ (鈍牛) – „Dummer Ochse“, „Ori no naka“ (檻の中) – „Im Käfig“, „Watanabe Kazan“ (渡辺崋山), ein Stück über den Hofbeamten und Maler Watanabe Kazan, „Kenkō gaka“ (剣豪画家) – „Fechtmeister und Maler“ und andere Stücke aus der Schwertkämpfer-Umgebung.
Später bildete Ikenami sich unter Hasegawa Shin weiter. 1960 erhielt er den Naoki-Preis für sein Werk „Sakuran“ (錯乱) – „Verwirrung“. Ab 1977 konzentrierte er sich auf Fortsetzungsromane mit historischen Themen wie „Onihei Hankachō“ (鬼平 犯科帳), das von 1967 bis 1989 erschien, „Kenkaku Shobai“ (剣客商売; 1972 bis 1989) und „Auftragsmörder Fujieda Umeyasu“ (仕掛人・藤枝梅安; 1972 bis 1986). 1977 wurde er mit dem „Yoshikawa-Eiji-Literaturpreis“ (吉川英治文学賞, Yoshkawa Eiji bungaku-shō) für seine schriftstellerische Tätigkeit ausgezeichnet. 
Es gibt Werke, die Ikenamis Interesse an der Sanada-Sippe (真田一族, Sanada Ichisoku) zeigen, wie „Sanada sōsō – Onda Moku“ (真田騒動――恩田木工) – „Sanada-Aufruhr – Schreiner Onda“ und „Sanada Taiheiki“ (真田太平記; 1974 bis 1983). Es gibt aber auch die Kurzgeschichten-Sammlung „Osen“ (おせん) (1978), die den gesunden Menschenverstand der Asakusa-Gegend von Tokio widerspiegelt, in der er aufgewachsen ist, und die kenntnisreiche Konversation über Delikatessen in seinen Stücken. 1988 wurde er mit dem Kikuchi-Kan-Preis ausgezeichnet.
Nach seinem Tod wurden Ikenamis gesammelten Werke unter dem Titel „Kampon – Ikenami Shōtarō taisei“ (完本 池波正太郎大成) in 30 Bänden und einem Ergänzungsband veröffentlicht.